# قميلة يابانية
قميلة يابانية أو جزر شيطاني ياباني (الاسم العلمي: Torilis japonica) هو نوع من النباتات يتبع جنس القميلة من الفصيلة الخيمية.

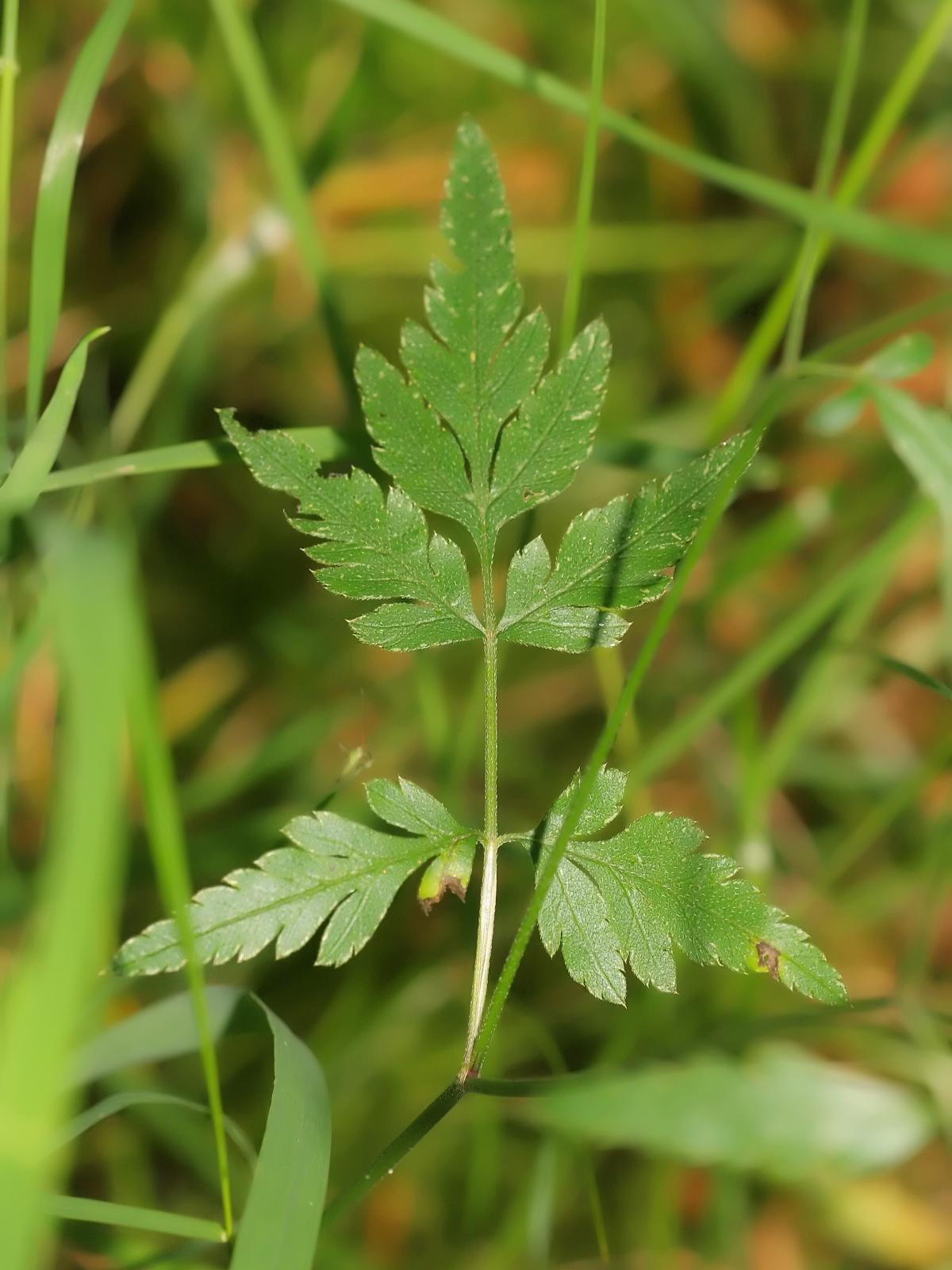
Leaf
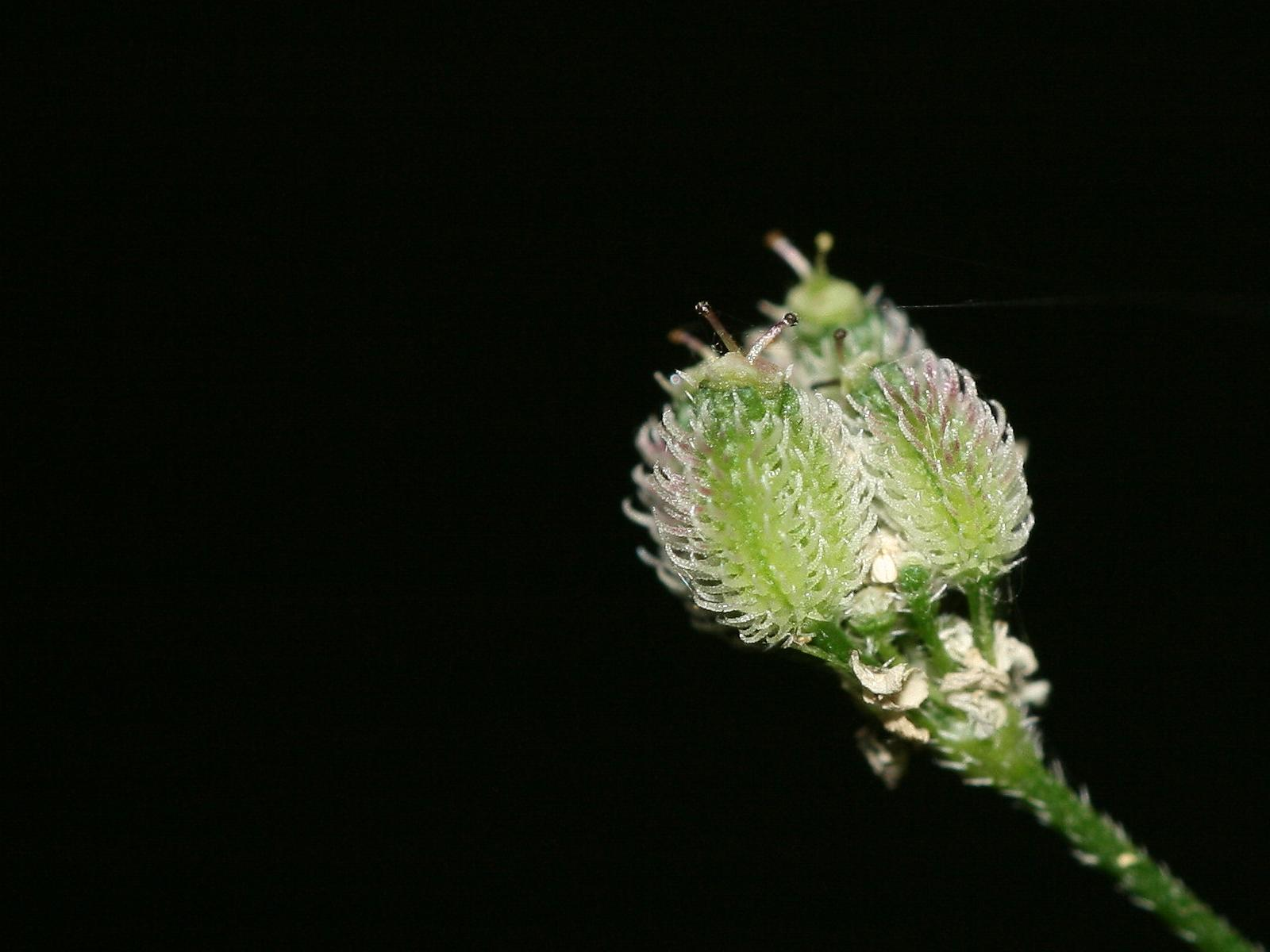
Fruit
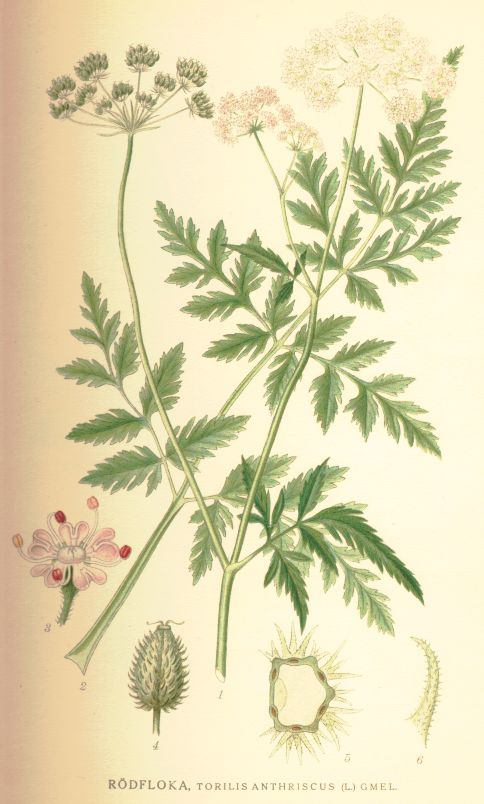
Illustration